# ماتياس فرانك
ماتياس فرانك (بالإنجليزية: Mathias Frank)‏ ولد بتاريخ 9 ديسمبر 1986 في سويسرا، هو دراج سويسري في صنف سباق الدراجات على الطريق.

## سجل النتائج

### المراكز
- حقق المركز الـ 6 في طواف سويسرا 2011
- حقق المركز الـ 10 في طواف يوتا 2012
- حقق المركز الـ 4 في طواف كاليفورنيا 2013
- حقق المركز الـ 5 في طواف سويسرا 2013
- حقق المركز الـ 2 في طواف سويسرا 2014
- حقق المركز الـ 4 في طواف روماندي 2014
- حقق المركز الـ 5 في سباق النرويج 2015
- حقق المركز الـ 8 في سباق طواف فرنسا 2015

## سباقات أو مراحل فاز بها
| التاريخ        | السباق                                                         | المركز                                         |
| -------------- | -------------------------------------------------------------- | ---------------------------------------------- |
| 07 يونيو 2008  | جي بي تريبرغ شوارزوالد 2008                                    | الفائز في التصنيف العام                        |
| 29 يونيو 2008  | 2008 Switzerland National Road Cycling Championships - Men RR  |                                                |
| 13 أغسطس 2008  | طواف أين 2008                                                  | التاسع في التصنيف العام                        |
| 01 يناير 2009  | Grand Prix Guillaume Tell 2009                                 | الفائز في التصنيف العام                        |
| 24 يونيو 2009  | 2009 Switzerland National Road Cycling Championships - Men ITT |                                                |
| 28 يونيو 2009  | 2009 Switzerland National Road Cycling Championships - Men RR  |                                                |
| 29 يوليو 2009  | طواف الوني 2009                                                | الثامن في التصنيف العام                        |
| 12 أغسطس 2009  | طواف أين 2009                                                  | العاشر في تصنيف الجبال، العاشر في تصنيف النقاط |
| 20 يونيو 2010  | طواف سويسرا 2010                                               | الأول في تصنيف الجبال                          |
| 19 يونيو 2011  | طواف سويسرا 2011                                               | السادس في التصنيف العام                        |
| 23 يونيو 2011  | 2011 Switzerland National Road Cycling Championships - Men ITT |                                                |
| 17 يونيو 2012  | طواف سويسرا 2012                                               |                                                |
| 18 سبتمبر 2013 | جي بي دي والوني 2013                                           |                                                |
| 01 يناير 2014  | طواف لايغويليا 2014                                            |                                                |
| 01 يونيو 2014  | طواف بايرن 2014                                                |                                                |
| 28 يونيو 2015  | 2015 Switzerland National Road Cycling Championships - Men RR  |                                                |
| 30 يونيو 2019  | 2019 Switzerland National Road Cycling Championships - Men RR  |                                                |

## روابط خارجية
- ماتياس فرانك على موقع الاتحاد الدولي للدراجات (الإنجليزية)
- ماتياس فرانك على موقع أرشيف الدراجات (الإنجليزية)
- ماتياس فرانك على موقع إحصائيات الدراجات الإحترافية (الإنجليزية)
- ماتياس فرانك على موقع نسبة الدراجات (الإنجليزية)
- ماتياس فرانك على موقع CycleBase (الإنجليزية)